# Jerzy Witold Różycki

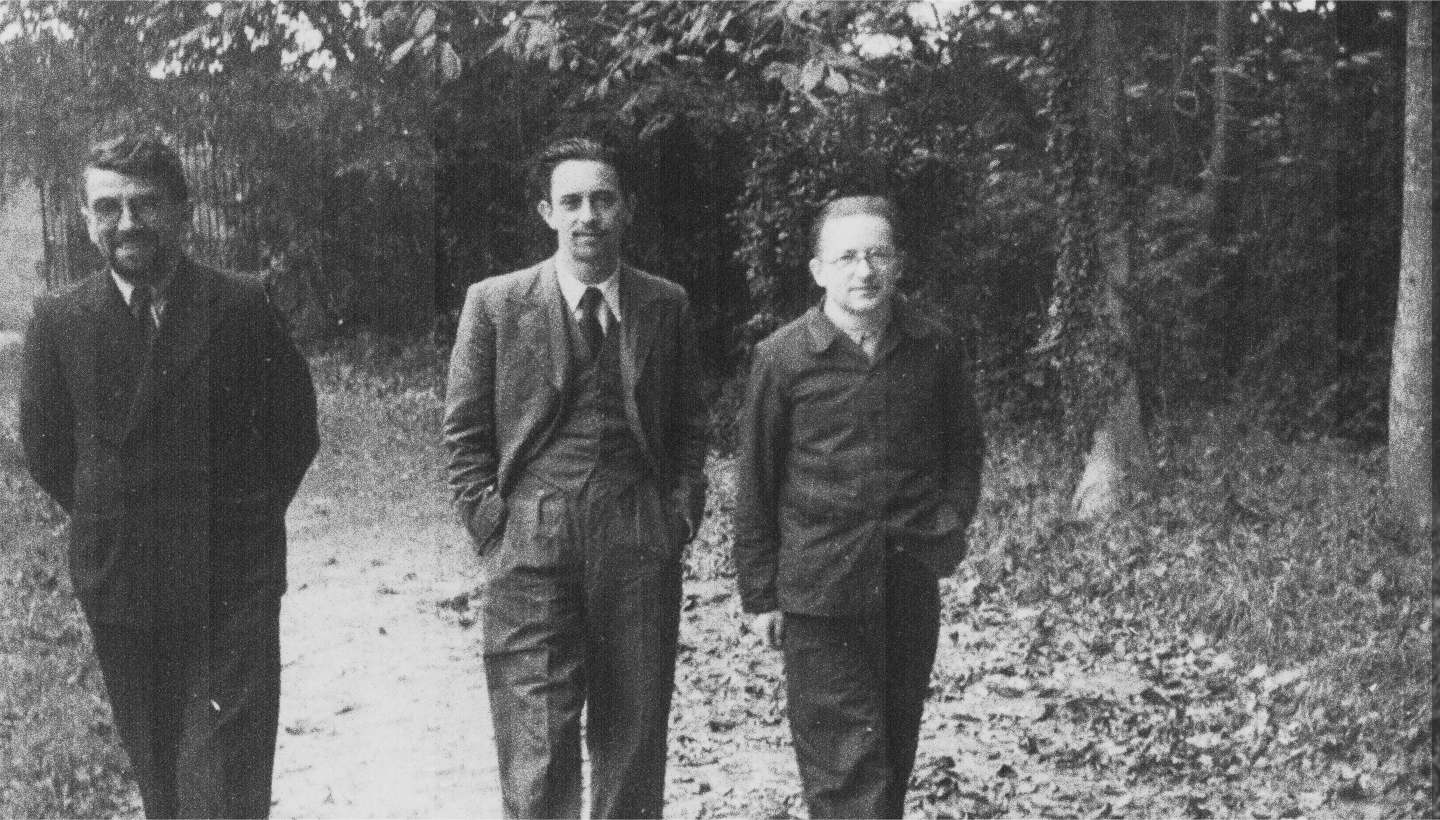
Henryk Zygalski, Jerzy Różycki i Marian Rejewski w ośrodku Bruno pod Paryżem, 1940 rok.

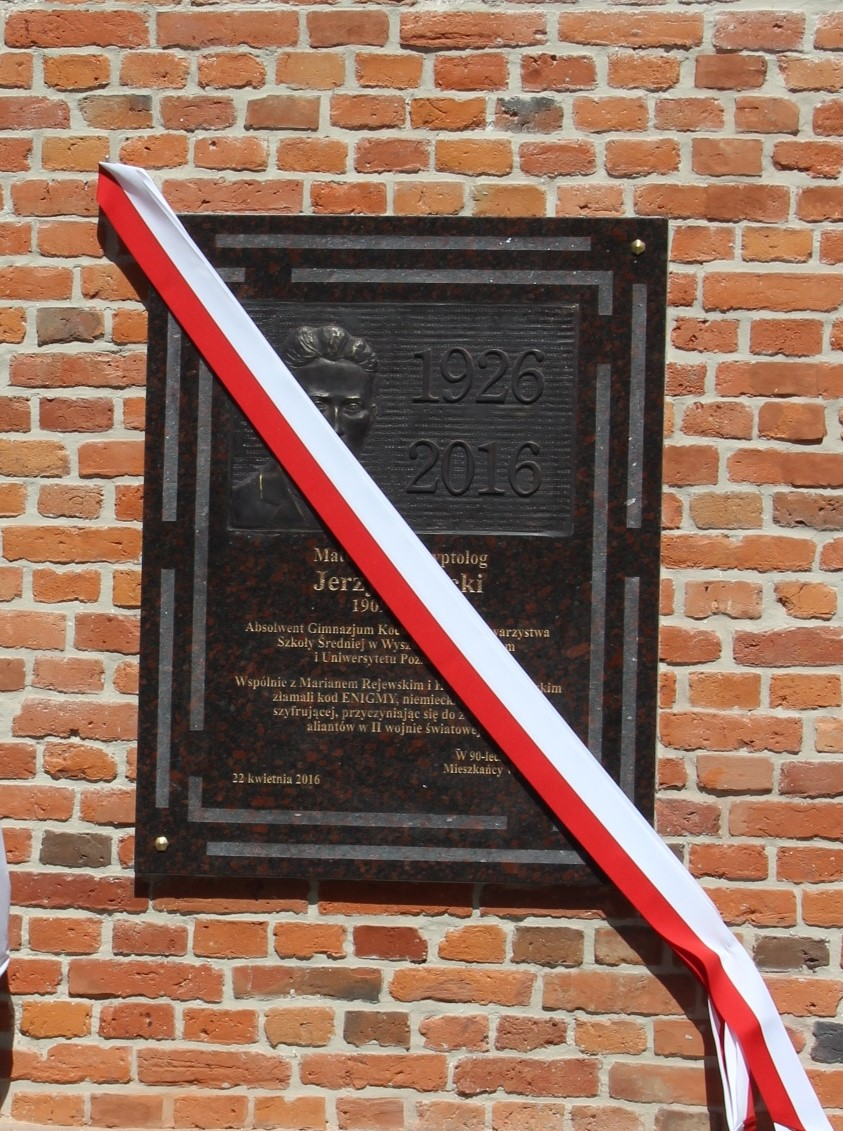
Tablica upamiętniająca naukę Jerzego Różyckiego w gimnazjum w Wyszkowie

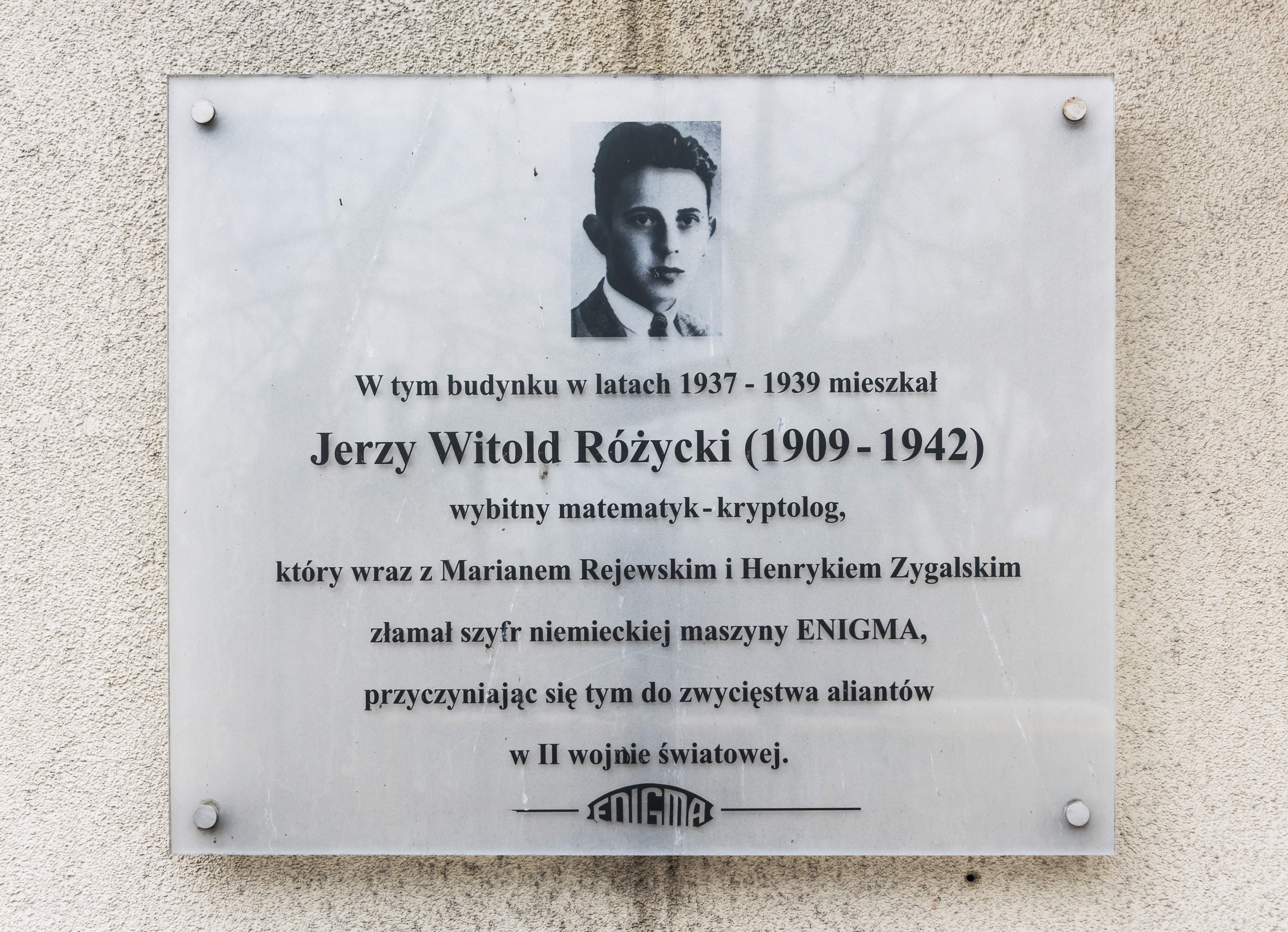
Tablica pamiątkowa na budynku przy ul. Jana Pawła Woronicza 4 w Warszawie

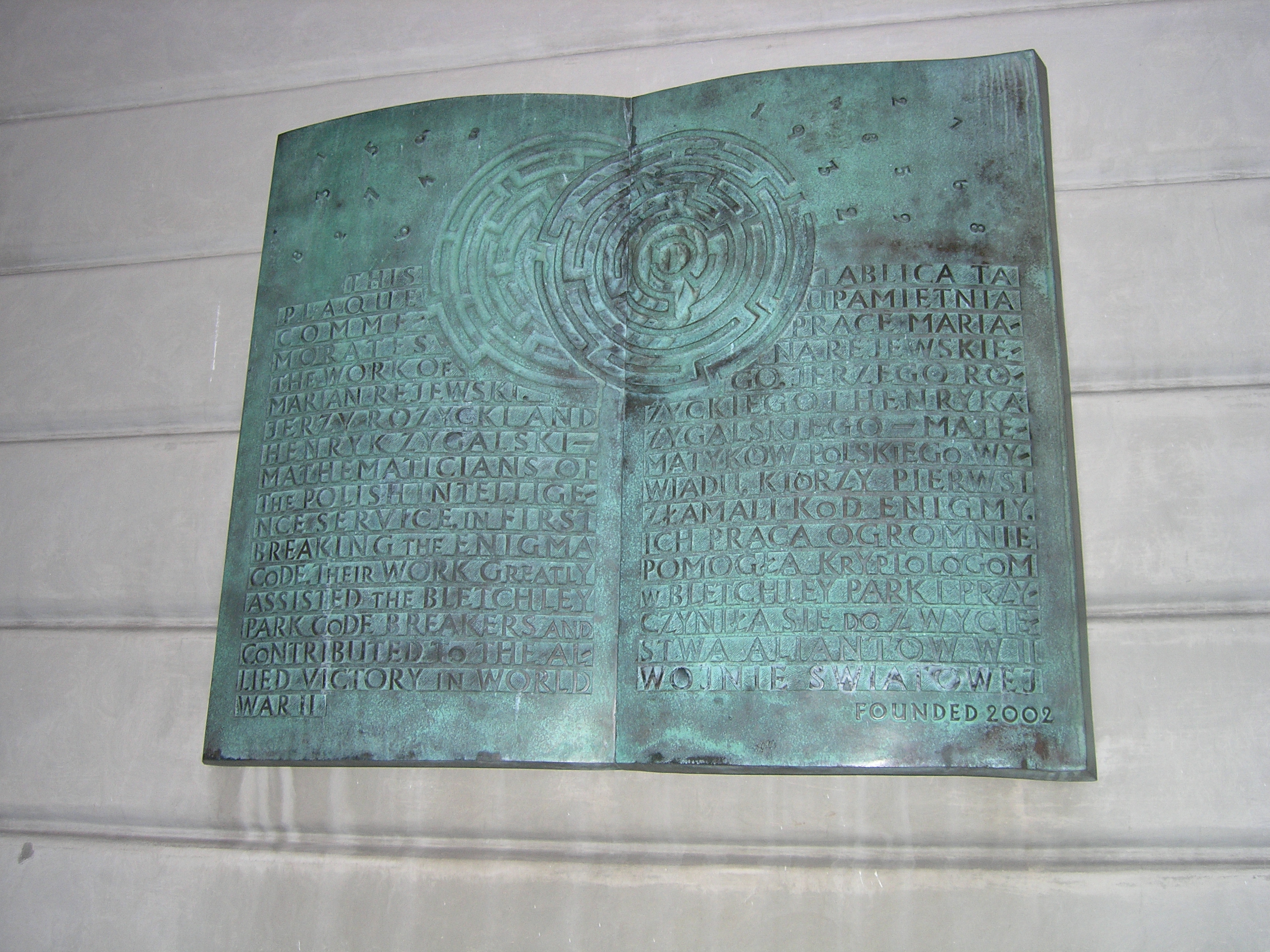
Tablica upamiętniająca złamanie kodu Enigmy przez Mariana Rejewskiego, Henryka Zygalskiego i Jerzego Różyckiego na pl. marsz. Józefa Piłsudskiego w Warszawie

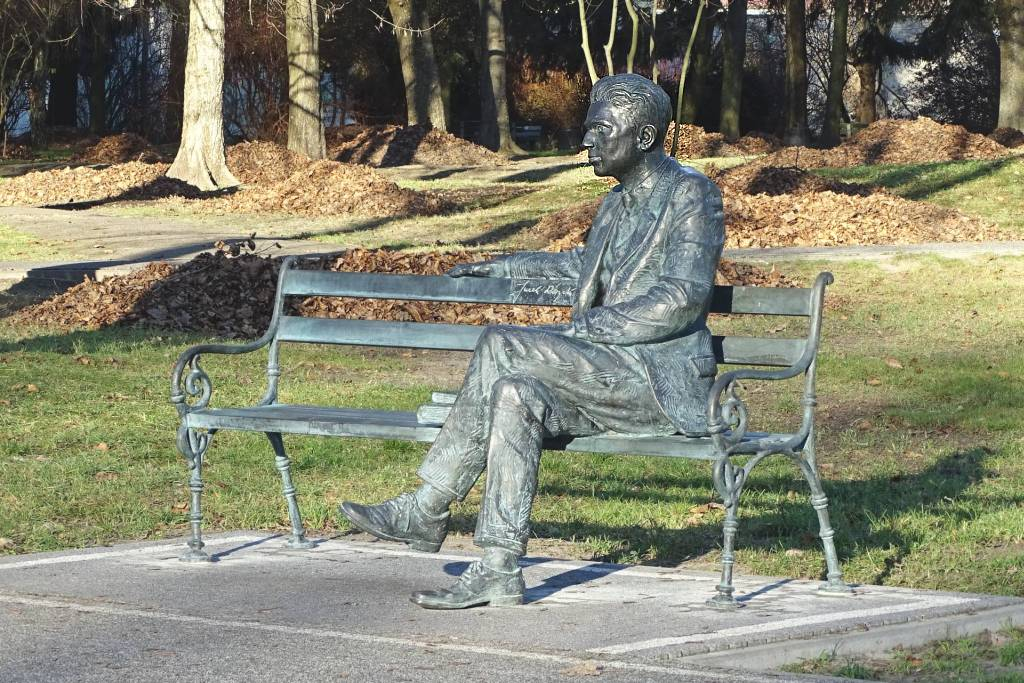
Ławeczka Jerzego Różyckiego w Wyszkowie

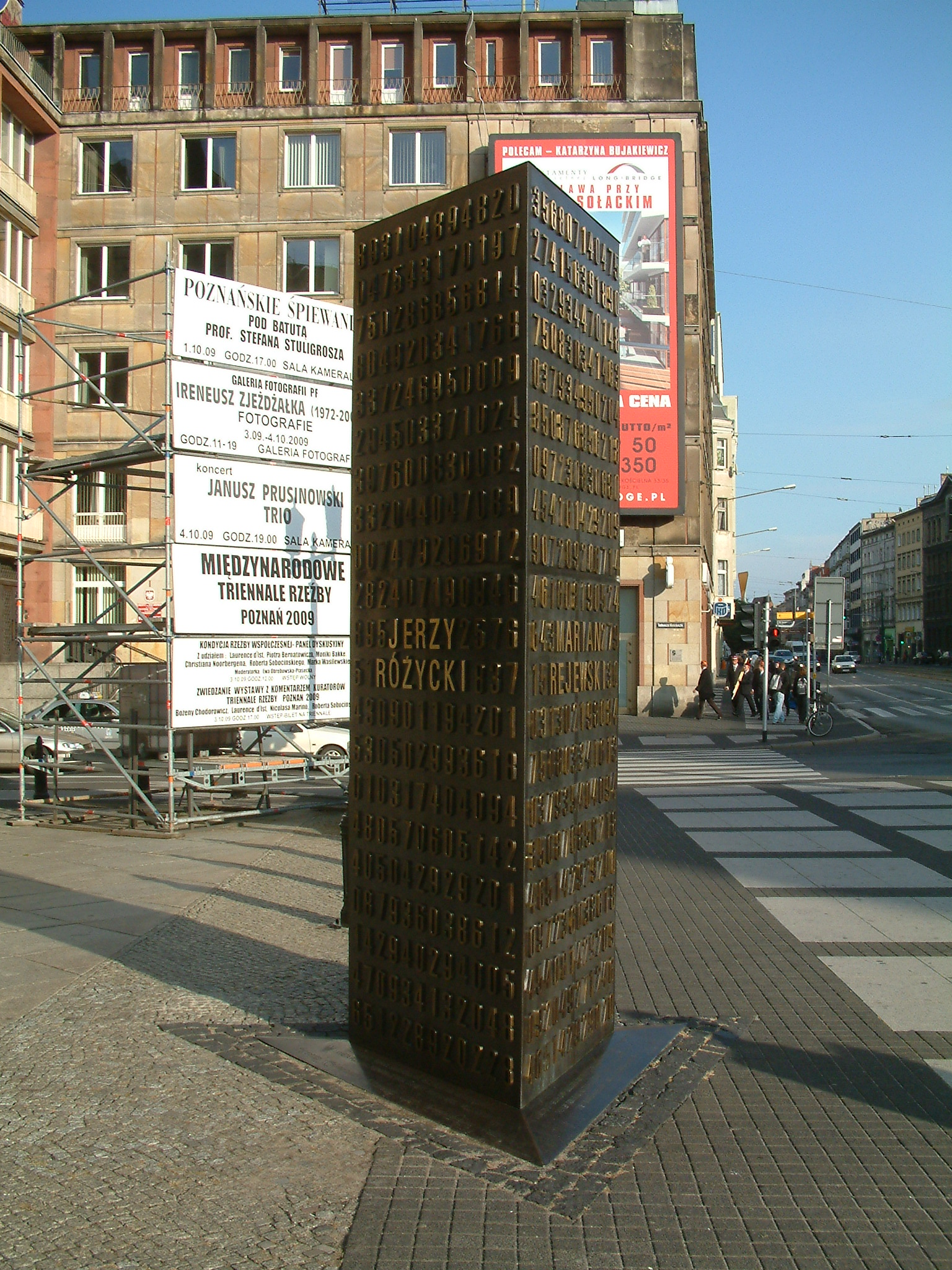
Pomnik kryptologów: Mariana Rejewskiego, Jerzego Różyckiego i Henryka Zygalskiego w Poznaniu

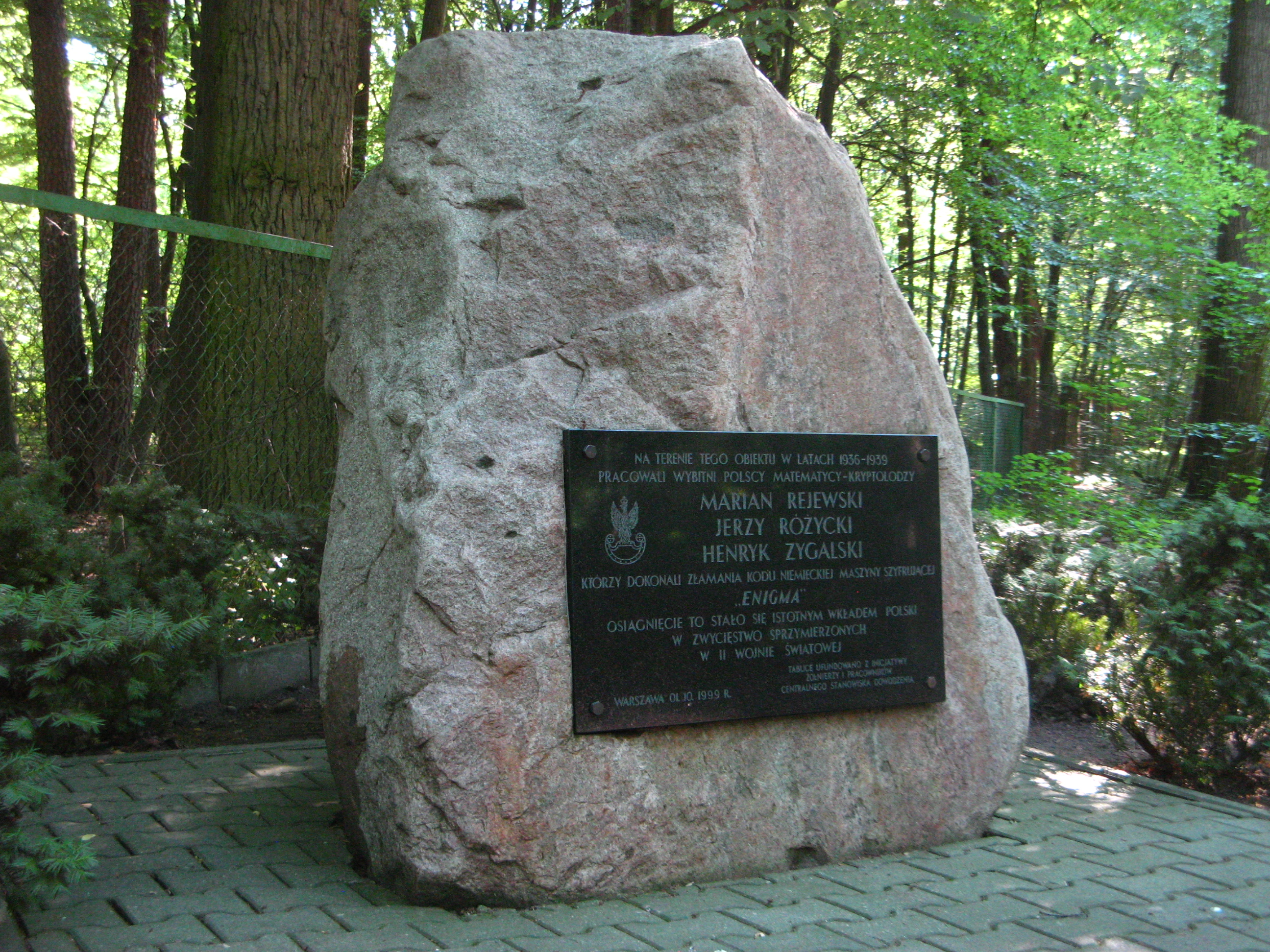
Głaz w Lesie Kabackim upamiętniający trzech matematyków, którzy złamali szyfr Enigmy

Jerzy Witold Różycki (ur. 24 lipca 1909 w Olszanie, zm. 9 stycznia 1942 k. Balearów) – polski matematyk i kryptolog, pracownik radiokontrwywiadu wojskowego (Biuro Szyfrów Referat 4) Oddziału II Sztabu Głównego WP.

## Życiorys
Był najmłodszym z czworga dzieci Wandy z Benitów i Zygmunta Różyckich. Urodził się 24 lipca 1909 w Olszanie w guberni kijowskiej. W 1918 wraz z rodziną uciekł z ogarniętych rewolucją terenów byłego Imperium Rosyjskiego do odrodzonej po zaborach Rzeczypospolitej. Przez kilka lat mieszkał w Wyszkowie nad Bugiem, gdzie w maju 1926 ukończył Gimnazjum Koedukacyjne Towarzystwa Szkoły Średniej. Tu oraz w pobliskim Długosiodle Zygmunt Różycki prowadził apteki.
W październiku 1926 Jerzy Różycki rozpoczął studia na Wydziale Matematyczno-Przyrodniczym Uniwersytetu Poznańskiego. Dyplom magistra matematyki uzyskał w lutym 1932 i podjął pracę na uczelni. Zdecydował się także na studiowanie drugiego kierunku – w grudniu 1937 dostał dyplom magistra geografii. Podczas studiów na Uniwersytecie Poznańskim był członkiem Korporacji Akademickiej Chrobria.
W 1929 znalazł się w grupie 23 najzdolniejszych studentów matematyki, biegle znających język niemiecki, którzy rozpoczęli utajniony kurs podstaw kryptologii. Jeszcze jako student matematyki zaczął pracować w poznańskim zespole kryptologów Biura Szyfrów Sztabu Głównego. We wrześniu 1932 zespół przeniósł się do Warszawy.
Zespół w składzie: Marian Rejewski, Henryk Zygalski i Jerzy Różycki w styczniu 1933 złamał kod niemieckiej maszyny szyfrującej Enigma, zbudował jej działającą kopię oraz urządzenia deszyfrujące szyfrogramy Enigmy – najpierw tzw. cyklometr, a następnie, po udoskonaleniu przez Niemców techniki szyfrowania, tzw. bombę kryptologiczną. Praca Różyckiego to tzw. metoda zegara, pozwalająca określić wybór i ustawienie wirnika w maszynie Enigma. Do czasu mobilizacji przed wybuchem II wojny światowej był cywilem pracującym w Sztabie Głównym WP.
W lipcu 1938 ożenił się z Marią Barbarą Majką, w maju następnego roku urodził się ich syn Janusz.
Zginął na Morzu Śródziemnym 9 stycznia 1942 podczas powrotu z Algieru do ośrodka dekryptażu Kadyks, ulokowanego we Francji Vichy. Statek pasażerski Lamoricière, którego był pasażerem, zatonął w tajemniczych okolicznościach w pobliżu Balearów. Wśród 222 ofiar katastrofy, oprócz Różyckiego, znajdowali się: kapitan Jan Graliński – szef (referatu sowieckiego, kontrwywiadu radiowego – Wschód) Biura Szyfrów Referat nr 3 (BS-3), Piotr Smoleński – kryptolog Biura Szyfrów Ref. nr 3 i oficer francuski towarzyszący trzem polskim kryptologom – kapitan François Lane.

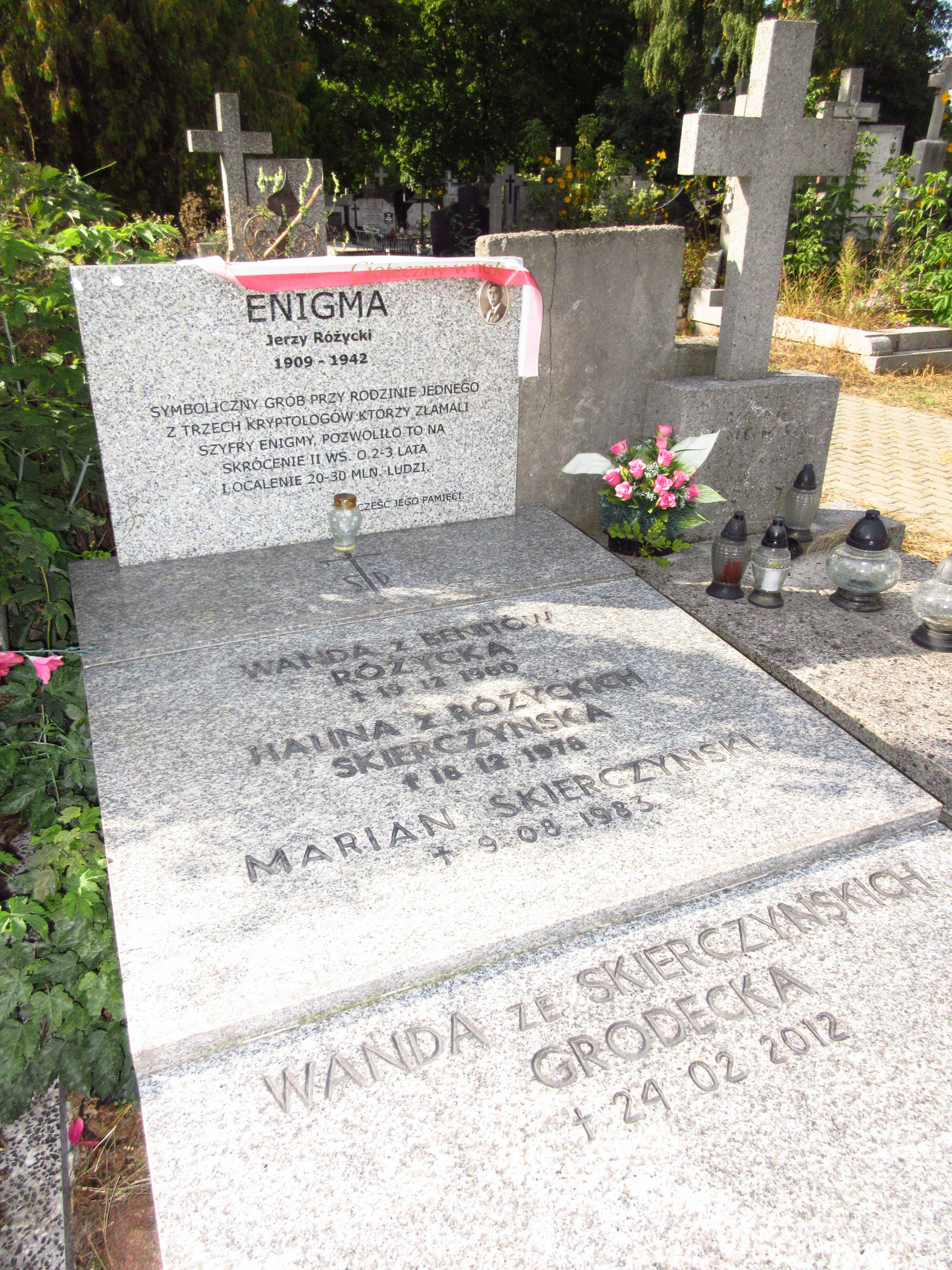
Symboliczny grób Jerzego Różyckiego na cmentarzu Bródnowskim.

Symboliczny grób Jerzego Różyckiego znajduje się w grobie rodzinnym Różyckich na cmentarzu Bródnowskim w Warszawie (kwatera 61I-I-2).

## Odznaczenie i upamiętnienie
Postanowieniem prezydenta Aleksandra Kwaśniewskiego z 21 lutego 2000 został w uznaniu wybitnych zasług dla Rzeczypospolitej Polskiej wraz z Marianem Rejewskim i Henrykiem Zygalskim pośmiertnie odznaczony Krzyżem Wielkim Orderu Odrodzenia Polski.
Poczta Polska wprowadziła w 2009 do obiegu cztery znaczki. Na znaczku o nominale 1,95 zł. przedstawiono podobiznę Jerzego Różyckiego w otoczeniu pozostałych dwóch kryptologów.
W 1999 przy ul. Leśnej w Lesie Kabackim w Warszawie, przed wjazdem na teren kompleksu Centrum Operacji Powietrznych-Dowództwa Komponentu Powietrznego, w którym przed II wojną światową mieścił się Referat Niemiecki Biura Szyfrów, odsłonięto kamień z tablicą upamiętniającą pracujących tam Jerzego Różyckiego, Mariana Rejewskiego i Henryka Zygalskiego.
W maju 2014 Institute of Electrical and Electronics Engineers Board of Directors przyznało najwyższe odznaczenie IEEE „Milestone” trzem polskim matematykom, którzy w latach 1932–1939 złamali po raz pierwszy kody niemieckiej maszyny szyfrującej Enigma. 5 sierpnia 2014, przy ul. Śniadeckich w Warszawie, przed gmachem Instytutu Matematycznego Polskiej Akademii Nauk zostały odsłonięte tablice (w języku angielskim i polskim), upamiętniające osiągnięcie trójki polskich matematyków-kryptologów: Mariana Rejewskiego, Jerzego Różyckiego i Henryka Zygalskiego oraz inżynierów z warszawskiej Wytwórni Radiotechnicznej AVA.
W kwietniu 2016 na budynku I Liceum Ogólnokształcącego im. Cypriana Norwida w Wyszkowie (kontynuatora przedwojennego gimnazjum) odsłonięto pamiątkową tablicę.
W listopadzie 2016 Rada Miejska w Wyszkowie nadała nazwę „Jerzego Różyckiego, matematyka i kryptologa” rondu na skrzyżowaniu ulic Tadeusza Kościuszki i Stefana Okrzei.
W kwietniu 2017 na budynku nr 4 przy ul. Woronicza w Warszawie, gdzie w latach 1937–1939 mieszkał Jerzy Różycki, zawisła pamiątkowa tablica.
30 października 2018 w wyszkowskim parku miejskim stanął pomnik – ławeczka Jerzego Różyckiego. Autorem rzeźby jest Karol Badyna.
6 września 2019 w Krypcie Panteonu Narodowego, w podziemiach kościoła Świętych Piotra i Pawła w Krakowie, uroczyście złożono w sarkofagu urny z ziemią z miejsc związanych ze śmiercią lub pochówkiem kryptologów: Jerzego Różyckiego, Henryka Zygalskiego i Mariana Rejewskiego (z dna Morza Śródziemnego, z Chichesteru oraz z okolic grobu na Powązkach). Decyzja o sarkofagu z trzema urnami, z których żadna nie zawiera ludzkich szczątków stanowi absolutny wyjątek. Nie ma żadnej możliwości, aby odnaleźć szczątki Jerzego Różyckiego, a wybitność tego człowieka jest ponad wszelką wątpliwość. Stawiając mu grób, choćby symboliczny, spełniamy obowiązek państwa polskiego – czytamy na stronie www.panteonnarodowy.org
Decyzją Nr 11/MON z dnia 4 lutego 2020 Jerzy Witold Różycki został patronem Narodowego Centrum Bezpieczeństwa Cyberprzestrzeni.
W Poznaniu 25 września 2021 zostało otwarte interaktywne "Centrum Szyfrów Enigma". Multimedialna ekspozycja centrum poświęcona jest historii maszyny szyfrującej Enigma i trzem polskim kryptologom: Marianowi Rejewskiemu, Henrykowi Zygalskiemu i Jerzemu Różyckiemu.
Okręt rozpoznania radioelektronicznego projektu 107 ORP Jerzy Różycki ma wejść do służby około 2027 roku. 27 kwietnia 2023 roku rozpoczęto palenie blach pod budowę jednostki a 1 lipca 2025 odbyła się uroczystość jego poświęcenia, chrztu i wodowania
Jesienią 2023 roku została wydana pierwsza pełna biografia Różyckiego zatytułowana „Jerzy Różycki. Jeden z pogromców Enigmy”. Autorką książki jest Elżbieta Szczuka. 
Decyzją Nr 66/MON z dnia 19 czerwca 2024 Jerzy Witold Różycki został patronem Dowództwa Komponentu Wojsk Obrony Cyberprzestrzeni. W 2025 został patronem ronda w Łodzi.

## Jerzy Różycki w filmie
Jego postać występuje w filmie Sekret Enigmy z 1979 r. w reżyserii Romana Wionczka. Rolę tę grał Piotr Fronczewski.